# Ransak
Ransak le Rejet (Ransak the Reject) est un super-héros appartenant à l'univers de Marvel Comics. Il est apparu pour la première fois dans Eternals #8, en 1977.

## Origines
Ransak fait partie de la race des Déviants. Il est le fils de Maelstrom et Medula. Ressemblant parfaitement à un humain, il fut craint et évité par ses congénères, tous difformes de naissance. Son apparence est monstrueuse pour les Déviants. Rejeté, il canalisa sa rage pour devenir un grand gladiateur.
Dans l'arène, il attira l'attention de Thena, une Éternelle, et en compagnie de son compagnon gladiateur Karkas, eut un droit de sanctuaire dans la cité d'Olympia. Mais sa colère perpétuelle inquiéta les Éternels. Kingo Sunen entreprit de lui apprendre la discipline et le contrôle de soi.
Quand les Éternels partirent vivre dans l'espace, Ransak reprit son métier de gladiateur dans les arènes, ou de guerrier.
On revit Karkas et Ransak, gardiens de la Cité des Éternels. Ils aidèrent Thor à rejoindre la cité de Lémuria pour récupérer un puissant artefact destructeur volé auparavant par Ereshkigal.

## Pouvoirs
- Ransak possède une force et une endurance lui permettant de soulever plusieurs tonnes et de tenir tête à un Éternel en combat singulier. Il possède une longue expérience du combat au corps à corps, et est donc un guerrier formidable, très dangereux avec des épées et des lances.
- Il est sujet à des crises de furie, l'aidant à résister à des blessures et à la douleur.